# Liudas Šukys
Liudas Šukys (* 11. Dezember 1972 in Klaipėda) ist ein ehemaliger litauischer Politiker,  Vizeminister.

## Leben
Nach dem Abitur 1990 an der Martynas-Mažvydas-Mittelschule Klaipėda studierte er an der Klaipėdos universitetas. Er war Mitherausgeber der Studentenzeitung „Kukutis“. Nach elf Jahren absolvierte er das Bachelorstudium der Philologie an der Vilniaus universitetas in Vilnius.
Er arbeitete bei UAB „Video Zounds“ als Kreationsdirektor. 2008 nahm er an der Seimas-Wahl im Wahlbezirk Gargždai als Mitglied der Tautos prisikėlimo partija. Ab 2008 war er Berater des Kultusministers Remigijus Vilkaitis und danach bis 2010 dessen Stellvertreter und Vizeminister.
Ab 2010 leitete er die Organisation „Red institutas“ als Direktor.
Liudas Šukys hat einen Sohn.